# Пеячевич, Ладислав

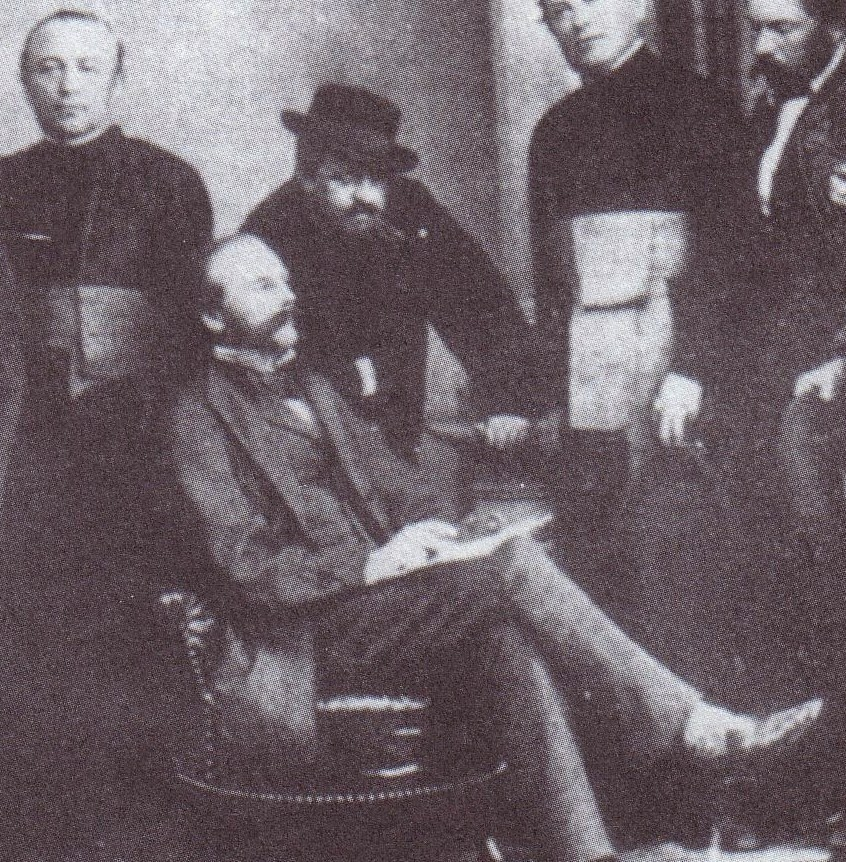
Ладислав Пеячевич

Лади́слав Пея́чевич (хорв. Ladislav Pejačević, венг. Pejácsevics László; 5 апреля 1824, Шопрон, Австрийская империя — 7 апреля 1901, Нашице, Австро-Венгрия) — хорватский аристократ, политик и общественный деятель; бан Хорватии в 1880—1883 годах. Представитель знатного старинного хорватского рода графов Пеячевичей.
Ладислав Пеячевич был сыном графа Фердинанда Карла Пеячевича (1800—1878). Его дед Карл Фердинанд III был основателем нашицкой ветви рода. В 1852 году Ладислав Пеячевич женился на венгерской баронессе Габриэле де Йобахаза. В браке родилось трое детей — Мария, Теодор и Марко Александр.
В политическую деятельность Пеячевич был вовлечён с молодости. Уже в 20-летнем возрасте, в 1844 году он стал депутатом Хорватского парламента (Сабора) от Унионистской партии. Входил в состав парламентской делегации, которая в 1866 году подписала Хорвато-венгерское соглашение о разделе властных полномочий в Транслейтании. В 1880 году был избран Сабором баном Хорватии, занимал высший хорватский государственный пост до августа 1883 года.
В том же 1880 году Пеячевичу было присвоено звание почётного гражданина города Загреба.
В период нахождения Ладислава Пеячевича на посту бана произошло важное для Хорватии событие. В июле 1881 года властями Австро-Венгрии были ликвидированы хорватская и славонская краины, последние две части бывшей Военной границы, управлявшиеся, как и вся Военная граница, напрямую из Вены. После ликвидации на их территории восстанавливалась власть Хорватии. 1 августа 1881 года Пеячевич торжественно принял административное управление на территории бывших краин.
24 августа 1883 года Пеячевич подал в отставку с поста бана после народных волнений в Хорватии, которые были вызваны решением венгерской администрации установить в Загребе на зданиях новые официальные эмблемы с хорватско-венгерскими надписями вместо прежних хорватских. Ему на смену пришёл сторонник «твёрдой линии» Карой Куэн-Хедервари, который начал проводить в Хорватии политику жёсткой мадьяризации.
В течение всей жизни Ладислав Пеячевич уделял большое внимание многочисленным замкам и поместьям рода в Славонии, особенно родовому гнезду нашицкой ветви — замку Пеячевичей в Нашице. В этом замке он и скончался 7 апреля 1901 года. Похоронен в родовом склепе, всё его состояние перешло к сыну Теодору.